# Życiorys mniejszy św. Franciszka
Życiorys mniejszy św. Franciszka, Legenda mniejsza (łac. Legenda minor s. Francisci) − biografia św. Franciszka z Asyżu napisany przez św. Bonawenturę na potrzeby liturgii matutinum w Zakonie Braci Mniejszych.

## Cel powstania
Powstał w celu zastąpienia Legendy ad usum chori Tomasza z Celano. Ujęty jest w formie czytań liturgicznych, traktujących o życiu świętego założyciela. Z materiału większego dzieła zostały wybrane elementy najistotniejsze, mające służyć modlitwie wspólnotowej i duchowej formacji braci.

## Źródła życiorysu mniejszego
Życiorys mniejszy powstał głównie na podstawie Życiorysu większego, który Bonawentura napisał najpierw. Wykorzystywał także Żywot świętego Franciszka Juliana ze Spiry oraz dzieła biograficzne Tomasza z Celano. Wśród nich najczęściej cytowany jest pierwszy Żywot błogosławionego Franciszka, natomiast Wspomnienie czynów i cnót jest użyte zaledwie kilka razy.

## Struktura dzieła
Podzielone jest na siedem rozdziałów, w każdym z nich autor zamieścił dziewięć czytań, całość składa się na kompletny opis biografii świętego.
1. Nawrócenie Franciszka
2. Założenie Zakonu
3. Zalety niektórych cnót
4. Staranność św. Franciszka w modlitwie i jego duch proroctwa
5. Posłuszeństwo ukazywane mu przez stworzenia i łaski, którymi Bóg go obdarzył
6. Święte stygmaty
7. Śmierć świętego

## Stosunek do życiorysu większego
W porównaniu z Życiorysem większym, dzieło zawiera kilka nowych szczegółów. Zostało umieszczone imię chrzcielne świętego, szerszy opis cudownego uzdrowienia, którego za wstawiennictwem biedaczyny doznał sam autor, a także dokładniej opisane zostały stygmaty Franciszka. Niektóre opisy znajdujące się w obu życiorysach zostały tutaj inaczej zinterpretowane lub umieszczone w innym kontekście. W życiorysie mniejszym autor uzyskał większą zwięzłość tekstu przez rezygnację z licznych dialogów, przytaczając je w formie mowy zależnej.

## Obraz św. Franciszka w Życiorysie mniejszym
Święty Franciszek pokazany jest tutaj przede wszystkim jako wspaniałomyślny sługa Boga, odznacza się licznymi cnotami: wspaniałomyślnością, hojnością, łagodnością, współczuciem. Bonawentura przedstawia świętego bezpośrednio prowadzonego przez Stwórcę. Liczne epizody obrazują biedaczynę rozmiłowanego w krzyżu Chrystusa. Dialog z Ukrzyżowanym w San Damiano (I, 5), brat Sylwester widzi złoty krzyż wychodzący z ust Franciszka (II, 9), znakiem krzyża zostaje uzdrowiony kanonik Gedeon (IV, 8), tym samym znakiem święty przemienia wodę w wino, dla ulżenia w chorobie (V, 2). Cały rozdział VI poświęcony jest upodobnieniu Franciszka do Ukrzyżowanego, „całe jego życie zdobiły wspaniałe tajemnice krzyża Chrystusowego” (VI, 9).

## Znaczenie
Biorąc pod uwagę fakt, że po 1264 r. w Zakonie Braci Mniejszych funkcjonowały tylko biografie św. Bonawentury, dzieła te były jedynym źródłem wiedzy braci o założycielu. Życiorys mniejszy wywierał wpływ na duchowość i formację zakonników.